# Skrižanj Veliki
Koordinati:   43°41′58″N, 15°31′21″E
Skrižanj Veliki je nenaseljen otoček v Jadranskem morju. Pripada Hrvaški.
Otoček leži v Narodnem parku Kornati okoli 1 km severseverovzhodno od Kurbe Vele. Površina otočka je 0,077 km², dolžina obale meri 1,43 km. Najvišji vrh je visok 20 mnm.